# Phrynopus heimorum
Espèce
Statut de conservation UICN

 CR B1ab(iii) : 
En danger critique
Phrynopus heimorum est une espèce d'amphibiens de la famille des Craugastoridae. 

## Répartition
Cette espèce est endémique de la province d'Ambo dans la région de Huánuco au Pérou. Elle se rencontre dans les environs de Conchamarca à environ 3 420 m d'altitude.

## Étymologie
Cette espèce est nommée en l'honneur de Doris et Klaus Peter Heim.

## Publication originale
- Lehr, 2001 : A new species of Phrynopus (Anura: Leptodactylidae) from the eastern Andean slopes of central Peru. Salamandra, vol. 37, no 1, p. 11-20.